# シャッダ
シャッダ（アラビア語：شدة,shaddahもしくはshadda）とはアラビア文字における発音記号（シャクル）のひとつ。縛る・締めること、強化することといった意味を持つ動名詞の1回分を示す語が由来。
同一子音の重複・同化を表し、二連続する無母音子音+母音あり子音（例:d+da/di/du）を1文字のみ書きこのシャッダ記号（شـから弁別点を取った形状）を上に添えることで示す（dda/ddi/ddu）。
一方タシュディード(アラビア語: تشديد)という用語は派生形第2形の動名詞で、シャッダ化、重子音化、同一子音の同化を意味する。ペルシア語やウルドゥー語ではこちらの名前で呼ばれるのが普通である。

## 解説
文字の上にwのような記号を書いて記す。記号は名称シャッダ（شدة）語頭 شـ の一部を切り取って作られた。
子音を重ねる・同化させる記号なので音価が無い長母音アリフاにシャッダはつかない。ただし声門閉鎖音のハムザは子音の一種なのでتَرَأَّسَのようにシャッダがつく。（これはアリフを台にしているだけでありアリフにシャッダがついているのとは異なる。）
第1文字目が無母音とならない（語頭の文字にスクーン記号がつかない）アラビア語の規定上シャッダ記号が1文字目につくことはない。そのためシャッダ記号が現れるのは単語の途中（例：شَدَّدَ,shaddada）もしくは単語の最後（例：جَادّ,jādd）となる。ただしクルアーンの朗誦法に基づく発音記号つけは異なっており、هُدًى مِّن رَّبِهِمْのようにhudan min rabbihimが後続子音との同化によってhudam-mir-rabbihimと読誦されるような位置では語頭にシャッダが記載される。
シャッダは母音がつかない子音＋母音がつく同一の子音を2文字に分けず1文字にまとめた上でその上に書き足す記号である。دْدَ（d+da＝dda）→دَّ（dda）のようにアラビア語表記を行うが、多くの場合は日本語の促音化と同じになることから「ッダ」のように小さな「ッ」でカタカナ化される子音が多い。
ただし促音化する記号ではなくあくまで重子音化・同じ子音の同化を示す記号であるため、أَوَّل（’awwal）はアッワルではなくアウワル、سَنَّدَ(sannada）はサッナダではなくサンナダ、مُحَمَّد（muḥammad）はムハッマドではなくムハンマドと発音・カタカナ表記が行われるなど注意が必要がケースもある。
ムハンマドは日本語表記の都合上ムハンマドとカタカナ化されているが、その子音が2個連なっている部分でnの調音部位から違う文字mの調音部位へと移動することはしないためmuḥanmadではなくmuḥammadと「ンマ」相当部分ではmの発音を行う動作＝唇を閉じた状態が維持される。そのためアラブ人ネイティブや日本のアラビア語・イスラーム関係者の中にはわずかではあるが敢えて「ムハムマド」と書いていることがある。
通常は母音無し（無母音）＋短母音ありの組み合わせでدَّ（dda）のようになるが、長母音表記のアリフが文字上に現れないالله（’allāh）のように短母音aを長母音化したāを示す短剣アリフがシャッダの上に書かれることもある。

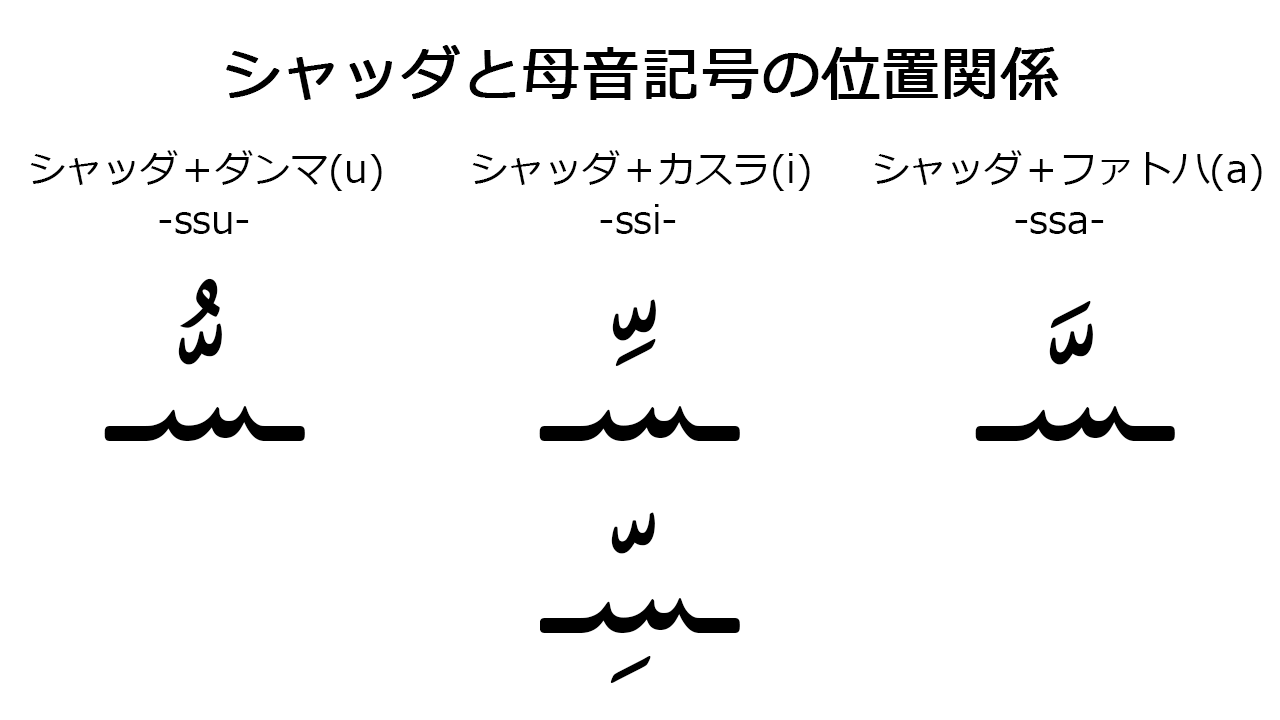

母音記号はシャッダ記号の上下に書かれるが、母音iを示すカスラは書籍・印刷物やサイトによって異なり、シャッダの真下に書く場合とアルファベットの文字の下に書く場合とがある。
なおوَلِيّ（転写はwaliyyもしくはwalīy）といった語やニスバ形容詞يَابَانيّ（yābāniyyもしくはyābānīy）のような語は日常会話や口語ではシャッダが取れたwalī（ワリー）やyābānī（ヤーバーニー）といった発音になるのが一般的で、このタイプの語の日本語カタカナ表記もこれに依拠したものとなっている。

## 符号位置
| 記号 | Unicode | JIS X 0213 | 文字参照        | 名称    |
| ---- | ------- | ---------- | --------------- | ------- |
| ّ     | U+0651  | -          | &#x651; &#1617; | shaddah |